# Bezembrug (Utrecht)
De Bezembrug is een rijksmonumentale boogbrug in de Utrechtse binnenstad. De brug overspant de Oudegracht.

## Geschiedenis
In vroegere eeuwen stond de Bezembrug bekend als de Beyerbrug. Op en rond de brug werden diverse marktwaren verhandeld en vervoerd. Vanouds was hier de handelswijk Stathe gelegen. Omstreeks 1400 werd er reeds markt gehouden op de brug en op dezelfde hoogte de Stadskraan gebouwd. In de landhoofden van de Bezembrug bevinden zich brugkelders, aansluitend liggen werfkelders en werven. Aan de zuidzijde van de gracht bevond zich ter hoogte van de brug vanaf de middeleeuwen een buurtje, dat bekendstond als de Snippenvlucht. Rond 1700 werden de huizen daarvan die op de werf stonden afgebroken en de ontstane ruimte werd gebruikt om de gracht en Bezembrug te verbreden. Een appelmarkt vond tegen 1832 plaats op de brug, rond 1850 kregen bezemverkopers er een marktvergunning. Een aantal lantaarconsoles is ter hoogte van de brug aangebracht. De beeldhouwer Kees Groeneveld vervaardigde een viertal van deze consoles met onder meer een uitbeelding van een bezemverkoper en een heks op een bezem.

## Heulen
Op Utrechtse bruggen werd destijds "geheuld". Jonge boerengeliefden reden dan op zondag met sjees over elke Utrechtse brug. Op iedere brug werd Heul-Heul geroepen, waarna ze elkaar kusten. Wegens het onstichtelijke karakter werd het gebruik verboden.

## Afbeeldingen

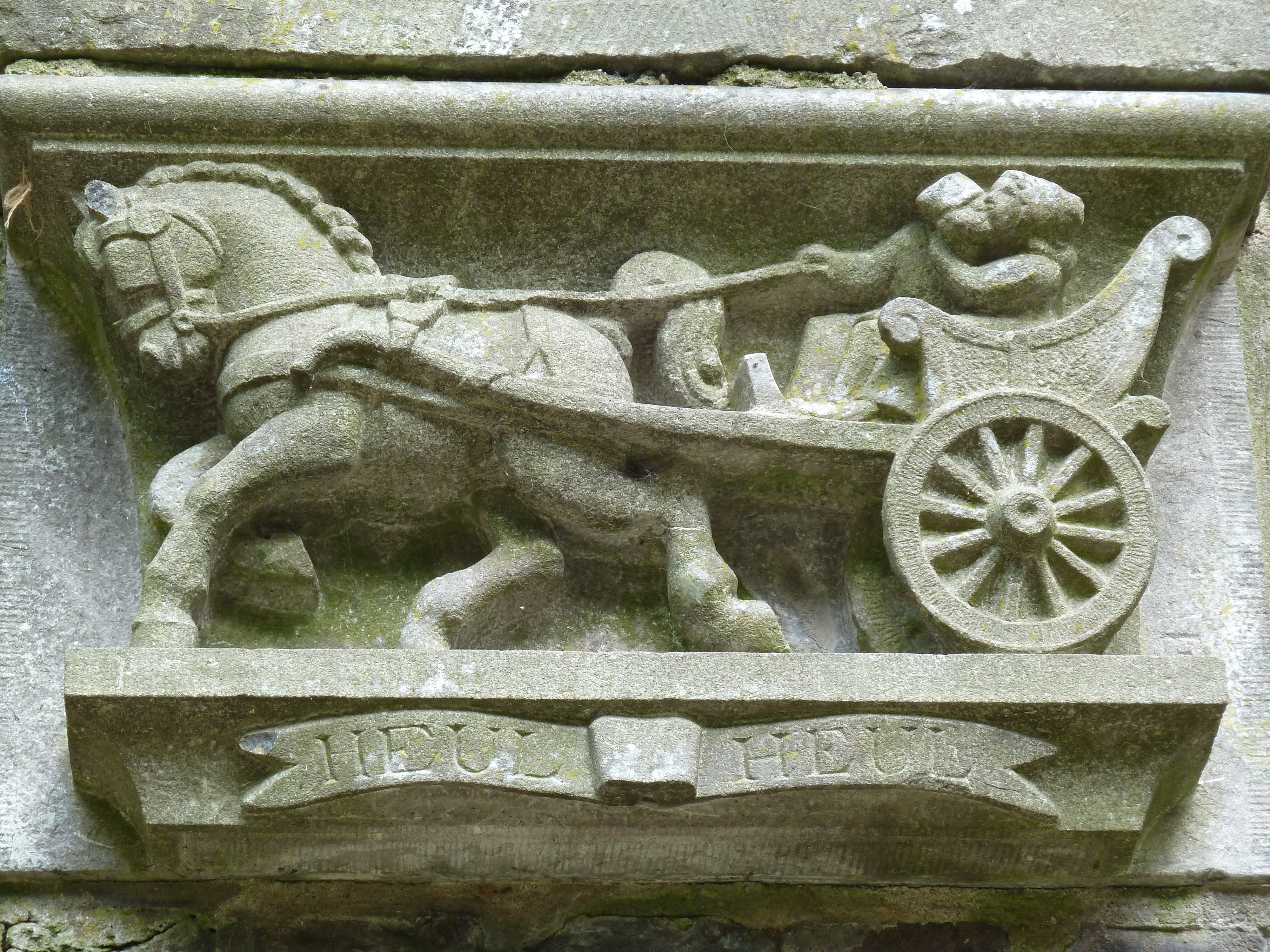
Heulen uitgebeeld in een lantaarnconsole aan de Oudegracht.
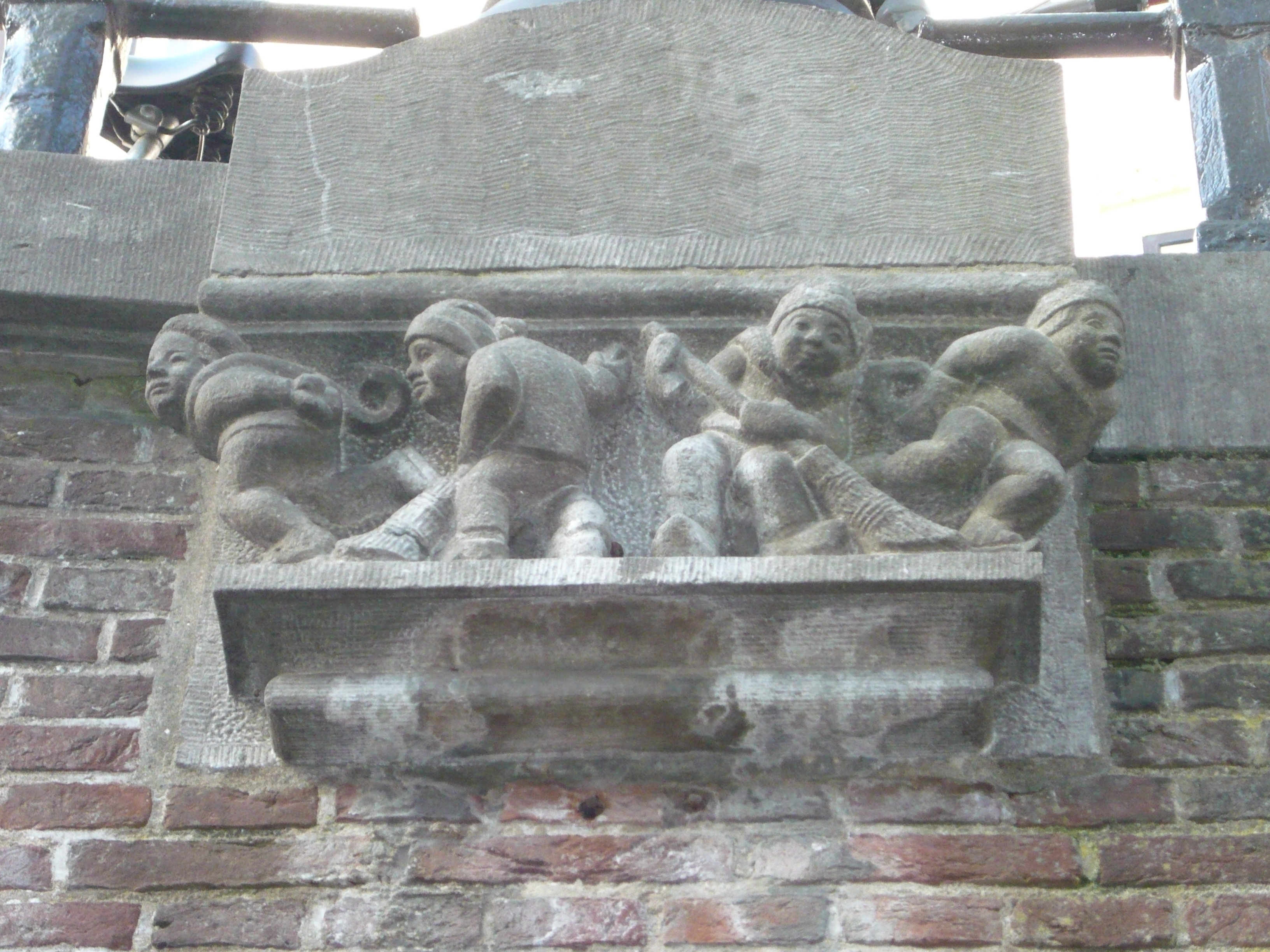
Lantaarnconsole De Baanvegers
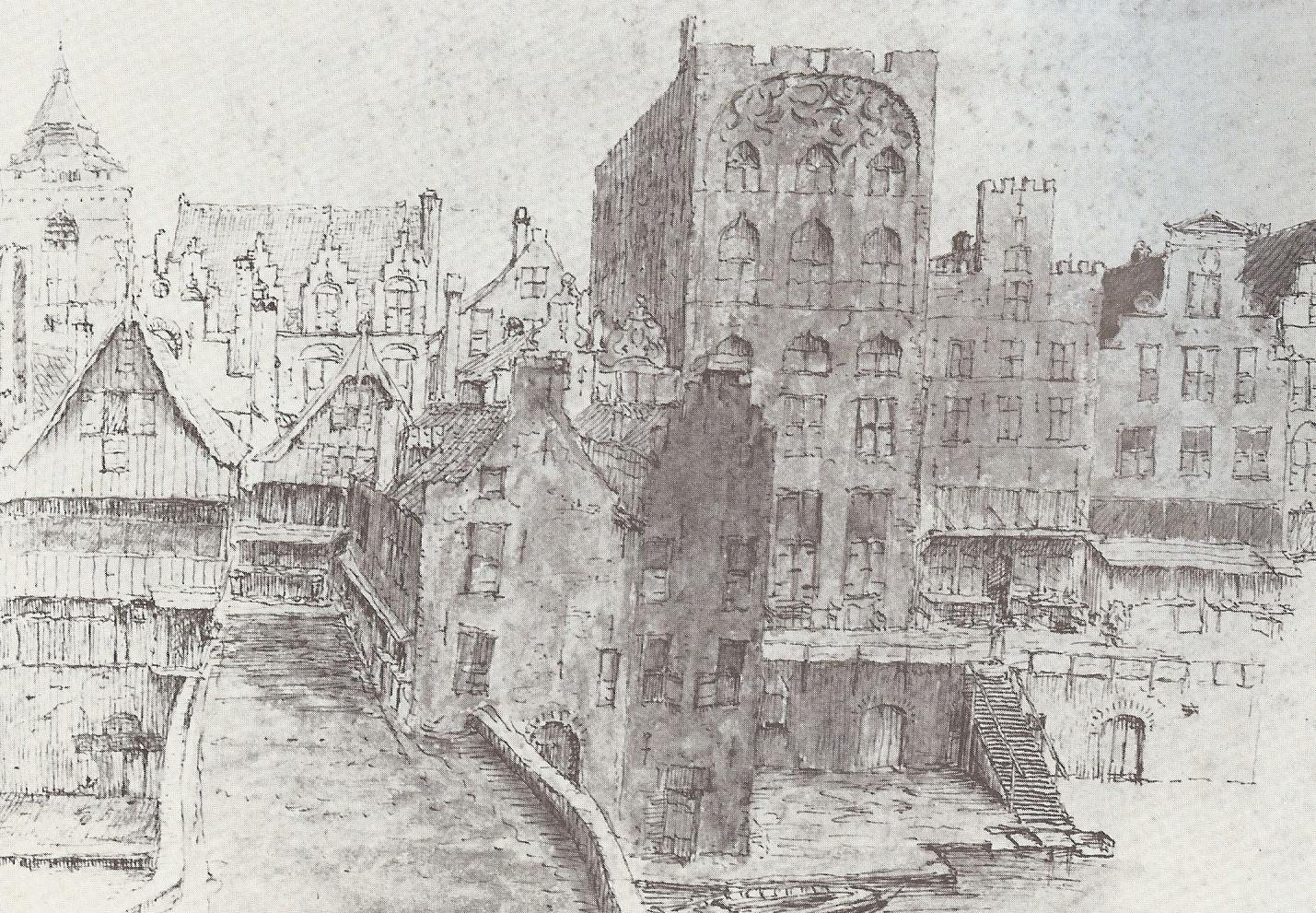
De Beyerbrug rond 1660 met bebouwing ernaast op de werf
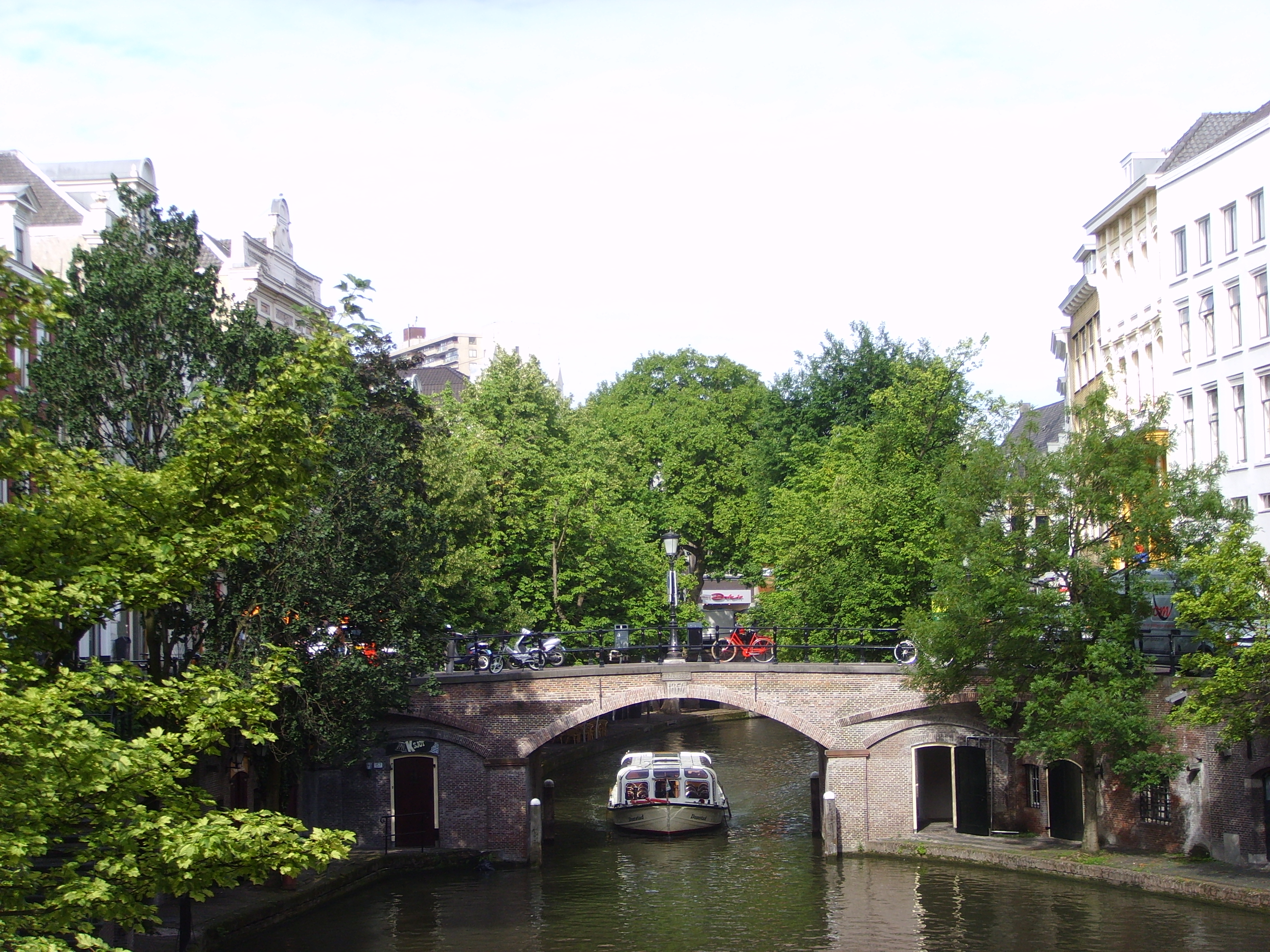